# Оселье (Московская область)
Оселье — деревня в Рузском районе Московской области, входит в состав сельского поселения Ивановское. Население 1 человек на 2006 год. До 2006 года Оселье входило в состав Сумароковского сельского округа.
Деревня расположена на западе района, примерно в 16 километрах к северо-западу от Рузы, на берегу одного из заливов Рузского водохранилища (бывшая долина реки Правая Педня), высота центра над уровнем моря 195 м. Ближайшие населённые пункты — Лидино и Хомьяново — в 1,5 км на юго-запад и Фролково в 1 км восточнее (через залив).